# Tours du Pont d'Issy
 (2014).
 (août 2020).
Les Tours du Pont d'Issy sont un projet de trois gratte-ciel d'Issy-les-Moulineaux en projet dont la livraison est prévue pour 2019 ou 2020. Le projet est par la suite réduit à une tour et un immeuble plus bas.

## Description du projet
En 2007, la mairie d'Issy-les-Moulineaux décide de lancer un concours international d'urbanisme, destiné à concevoir le réaménagement complet du quartier du Pont d'Issy.
Les immeubles actuels de ce secteur sont en effet anciens et ne répondent plus aux souhaits de ses locataires (L’Équipe, Arjowiggins, le Crédit agricole Immobilier) et de la municipalité qui souhaite faire de ce quartier une vitrine de la commune sur la Seine.
Le projet prévoit la démolition des deux immeubles présents sur le site et la construction de tours de moyenne hauteur. La création d'espaces publics pourrait compléter ce réaménagement.
La démolition des deux immeubles débute en janvier 2014.
AXA et General Electric, propriétaire des terrains et bâtiments actuels ont donc à la demande de la ville, engagé un grand projet de démolition-reconstruction, qui comprenait au départ :
- 232 260 m2 de bureaux ;
- 13 500 m2 de logements, dont 25 % de logements sociaux ;
- 4 700 m2 de commerces et équipements, dont une crèche de 60 places.

En juillet 2015, le projet est réduit : seule la tour Hélice est conservée, les deux autres étant remplacée par un immeuble de 40 mètres de haut, sauvegardant la majeure partie de la halle Eiffel, déplacée.

### Tour IMEFA 52
La Tour IMEFA 52 est la plus grande tour du projet. Elle devait s'élever à 189 mètres et comporter 43 étages. Ce projet de tour a depuis été abandonné. 
À la suite de la demande de permis de construire, l'enquête publique se déroule du 25 septembre au 26 octobre 2013. Le 27 novembre 2013, le commissaire enquêteur en charge rend un avis favorable au projet sous réserves concernant les problèmes soulevés par la proximité de l'usine Isséane et de l'Héliport de Paris.
Le permis de construire est délivré le 31 décembre 2013. En mars 2015 les travaux de démolition de l'ancien immeuble n'ont pas encore commencés.

### Issy Tower
L' Issy Tower est la seconde plus haute tour du projet. Elle devait s'élever à 160 mètres et comporter 40 étages. Ce projet de tour a également été abandonné depuis.
L’architecte de cette tour est Daniel Libeskind, qui a été en compétition pour le projet Signal à La Défense.

### Tour Hélice
La Tour Hélice est la troisième plus haute tour du projet. Elle devrait s'élever à 145 mètres et comporter 36 étages. 
Le 10 janvier 2014, la demande de permis de construire est mise à l'enquête publique par décision du maire d'Issy-les-Moulineaux André Santini. Le 3 mars 2014 il est décidé de prolonger l'enquête.
Le 14 avril 2014 le commissaire enquêteur en charge rend un avis favorable à la délivrance du permis de construire sous quelques réserves, notamment du fait de la proximité de la tour avec l'usine de retraitement des déchets Isséane et de l'héliport de Paris. En effet la présence d'une tour d'une telle hauteur pourrait modifier la trajectoire des fumées de l'usine ainsi que les trajectoires habituellement prises par les hélicoptères.
Ce projet a été abandonné en 2017 pour un bâtiment de 50 mètres.

## Concours
Afin de mener ce projet à bien un concours d’architecture international a été lancé pour désigner l'architecte de ce projet. Les participants au projet étaient :
- Arte Charpentier ;
- Manuelle Gautrand;
- Loci Anima Architectures (Françoise Raynaud) en association avec Itsuko Hazegawa ;
- Naço ;
- Richard Rogers+Franck Hammoutène ;
- Valode et Pistre ;
- Claude Vasconi ;
- Jean-Michel Wilmotte.

De leur côté, les architectes Claude Vasconi et Manuelle Gautrand ont dévoilé leurs projets sur leurs sites respectifs.
C'est l’agence Loci Anima, dirigée par Françoise Raynaud, qui a souhaité s’associer pour ce concours à la célèbre architecte japonaise Hasegawa qui est choisie le 30 juillet 2008.

## Polémiques
Autour de ce projet des trois tours du pont d'issy, de nombreuses polémiques sont apparues. Plusieurs associations environnementales se sont soulevées contre le projet d'implanter trois tours en bordure de Seine. Les associations telles que ACTEVI, AEBB, Val de Seine Vert, Issy l'écologie se sont unies, avec l'appui d'Environnement 92, dans la lutte contre ce projet[réf. nécessaire].
Le Collectif Pont d'Issy a été créé à l'occasion. Il retrace les enjeux de ces constructions, l'impact sur l'environnement et l'espace de vie.
Les recours portés par ces associations contre les projets du Pont d’Issy ont tous été rejetés par la justice en février 2016.

## Desserte
Les tours du Pont d'Issy seront situées à proximité de la gare d'Issy-Val de Seine qui accueille le RER C et le T2. Elle sera également à proximité de la station Issy de la future ligne 15.
Les lignes de bus RATP 126, 189, 290, 323 et 394 circulent également à proximité.